# Conselho Nacional de Previdência Social

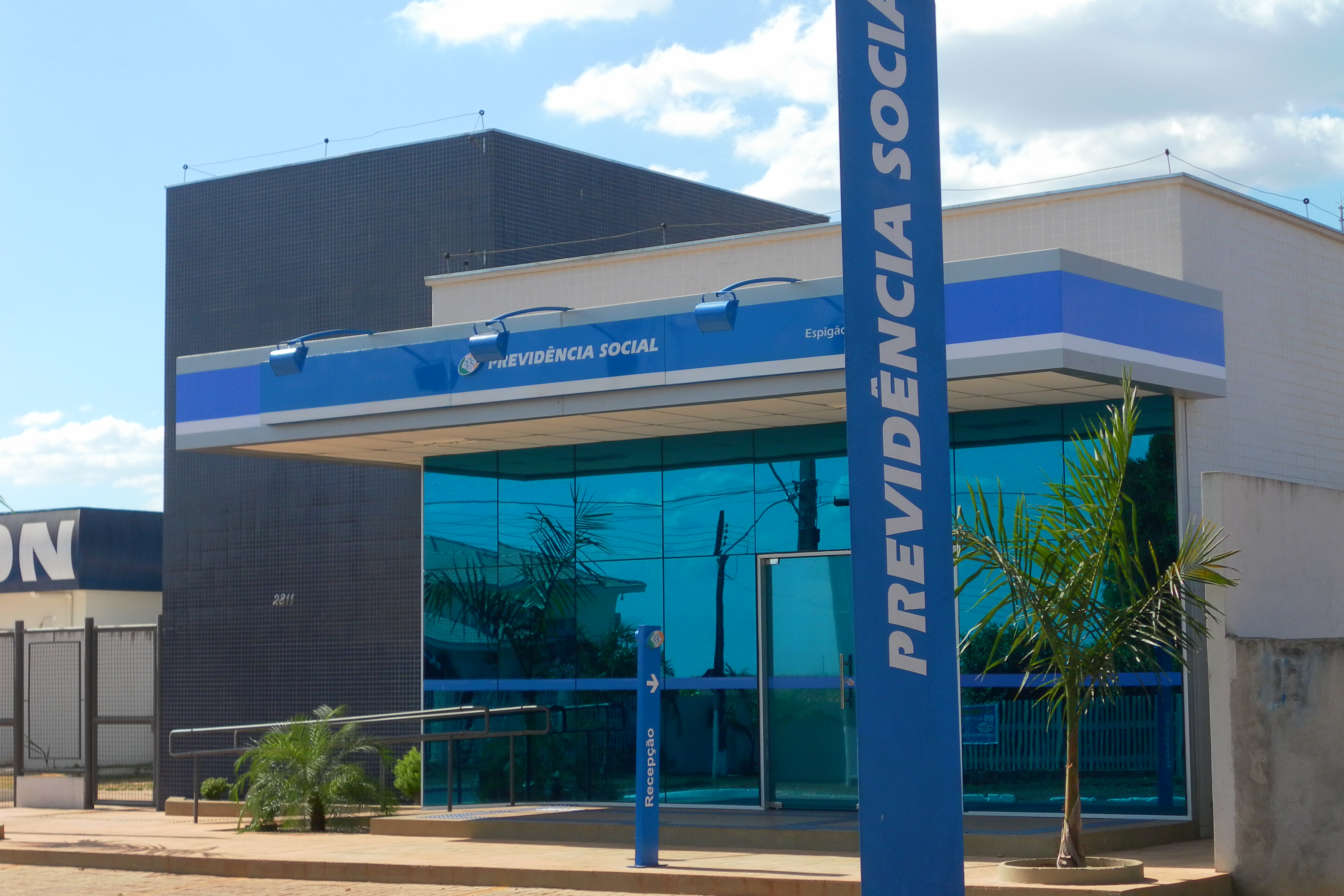
Agência da Previdência Social em Espigão d'Oeste, Rondônia.

Conselho Nacional de Previdência Social (CNPS) é o órgão superior de deliberação colegiada destinado ao tratamento da matéria de Direito previdenciário. Sua autoridade, bem como suas atribuições estão sistematizadas na lei 8213/91, que trata do Regime Geral de Previdência Social.

## Membros
A lei 8213/91, em seu artigo 3º, estabelece que o CNPS terá como membros os seguintes indivíduos:
- seis representantes do Governo Federal;

- nove representantes da sociedade civil, sendo:

a) três representantes dos aposentados e pensionistas; (Redação dada pela Lei nº 8.619, de 1993).
b) três representantes dos trabalhadores em atividade; (Redação dada pela Lei nº 8.619, de 1993).
c) três representantes dos empregadores.
Os membros do CNPS e seus respectivos suplentes serão nomeados pelo Presidente da República, tendo os titulares da sociedade civil mandato de dois anos, podendo ser reconduzidos, de imediato, uma única vez.